# Molí de la Casa Nova
El Molí de la Casa Nova és una obra de Gra, al municipi de Torrefeta i Florejacs (Segarra) inclosa a l'Inventari del Patrimoni Arquitectònic de Catalunya.

## Descripció
És un petit edifici de quatre façanes i dues plantes. A la façana oest, hi ha una entrada amb llinda de pedra. A la planta següent hi han dues finestres. A la façana nord, hi ha una finestra a la segona planta. A la façana est, no hi ha cap obertura, però si una estructura que és per on deuria caure l'aigua del molí. A la façana sud, no hi ha cap obertura. No conserva la coberta. La bassa tampoc es conserva.